# Сербске новіни

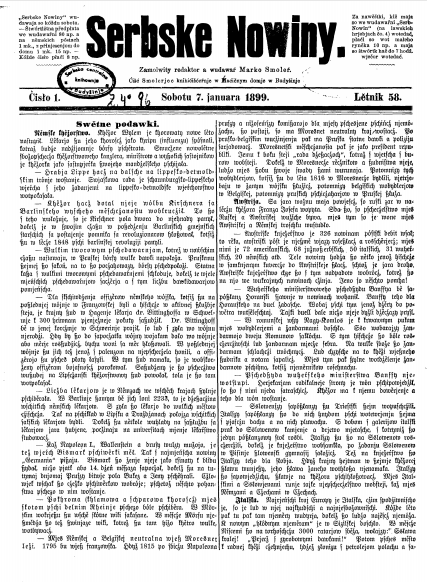
Титульний лист газети за 7 січня 1899 року

«Се́рбске нові́ни» (в.-луж. Serbske Nowiny «укр. Серболужицькі новини») — вечірня газета, що видається у Верхній Лужиці (східна частина федеральної землі Саксонія  в  Німеччині). Єдина щоденна газета, що друкується верхньолужицькою мовою. Видавець газети — Народне видавництво Домовіна (в.-луж. Ludowe Nakładnistwo Domowina), що є частиною серболужицького національного об'єднання «Домовіна», розташованої в Будишині. Видання газети підтримується за рахунок Фонду серболужицького народу, який фінансується федеральним урядом Німеччини і урядами земель Саксонія і Бранденбург. Газета виходить п'ять разів на тиждень. Друкується у видавництві «Domowina».

## Історія
Історія видання газети «Сербске новіни» починається з часу серболужицького національного відродження XIX століття, коли в Будишині в 1842 році було розпочато випуск щотижневого журналу про політику верхньолужицькою мовою «Тидзенська новіна» (в.-луж. Tydźenska Nowina). У 1850–1854 роках редакторами тижневика були  Г. Зейлер і Я. А. Смолер (також був видавцем). З 1854 року газета «Тидзенська новіна» була перейменована в «Сербске новіни», а з 1921 року замість журналу видається щоденна газета під тією ж назвою.1937 року випуск газети був припинений рішенням влади Німеччини, але 1947 року газета стала видаватися в НДР під назвою — «Нова доба»(в.-луж. Nowa Doba). 1990 року газеті повернуто її споконвічну назву «Сербске новіни».

## Головні редактори
- Гандрій Зейлер (1842—1848);
- Ян Арношт Смолер (1849—1884);
- Марко Смолер (1884—1937).
- Бенедикт Дирліх (1995—2011).
- Янек Вовчер (з 2011 року).